# Leioproctus bipectinatus
Leioproctus bipectinatus là một loài Hymenoptera trong họ Colletidae. Loài này được Smith mô tả khoa học năm 1856.